# Umberto Fiore
Umberto Fiore (Messina, 12 maggio 1896 – Messina, 15 maggio 1978) è stato un politico e sindacalista italiano.

## Biografia
Nasce a Giampilieri, frazione di Messina, da Giuseppe, ferroviere. Sopravvissuto al terremoto del 1908, il padre lo iscrive a una scuola tecnica di Caltanissetta. Rientra a Messina terminati gli studi e, nel 1913, organizza i primi gruppi socialisti giovanili della città.
Allo scoppio della prima guerra mondiale viene arruolato come ufficiale nel 1º Reggimento genio. La sua attività di propaganda socialista continua in trincea e a causa di queste azioni viene condannato nel Processo di Pradamano a sette anni di reclusione, con l'obbligo di rientro in prima linea. Qui viene ferito nel 1917 durante la undicesima battaglia dell'Isonzo. Congedato e amnistiato rientra a Messina; nel 1921 aderisce alla scissione di Livorno, iscrivendosi al Partito Comunista d'Italia.
Nell'agosto dello stesso anno si trasferisce a Milano per lavoro, continuando l'attività di sindacalista che aveva sviluppato in Sicilia. Nel 1922 viene nominato redattore capo del foglio comunista "Il sindacato rosso". Nel 1923 è obbligato ad emigrare in Francia a seguito delle intimidazioni fasciste che subisce in quegli anni. Trova rifugio a Parigi dove continua nell'attività di propaganda contraria al regime.
In contrasto con i comunisti francesi, per la sua posizione vicina al trotskismo, rientra in Italia, nella sua città natale. Viene arrestato nel 1926 dall'OVRA e inviato inizialmente al confino, e in seguito alla condanna del processo avvenuta nel 1928, costretto al carcere per scontare una condanna di otto anni di reclusione. Il condono del 1932 gli consente la riduzione di pena; uscito dalla prigione continua nell'azione sovversiva al regime.
Allo scoppio della seconda guerra mondiale viene deportato nel campo di prigionia di Lacedonia, dove rimane fino alla firma dell'armistizio nel settembre del 1943. Al termine del conflitto è nella Consulta Nazionale e viene nominato sottosegretario al ministero dell'Industria e Commercio nel terzo governo Bonomi, con ministro Giovanni Gronchi. Deputato all'Assemblea Costituente, senatore di diritto nella I legislatura per il periodo di carcerazione scontato, viene poi rieletto fino alla IV. Termina il proprio mandato parlamentare nel 1968.
Dal 1949 al 1955 è stato anche segretario generale dello SPI-CGIL.